# Верба біла (Великі Млинівці)
Великомли́нівецька верба́ бі́ла — вікове дерево, ботанічна пам'ятка природи місцевого значення в Україні. Зростає в селі Великі Млинівці Кременецького району Тернопільської області. 
Площа — 0,02 га. Оголошено об'єктом природно-заповідного фонду рішенням виконкому Тернопільської обласної ради від 30 серпня 1990 року № 189. Перебуває у віданні Великомлинівецької сільської ради. 
Під охороною — дерево верби білої віком понад 100 років та діаметром 145 см. Цінне у науково-пізнавальному й естетичному значеннях.
Вербу зрізали у 2010 році.[джерело?]